# فاكوماغي

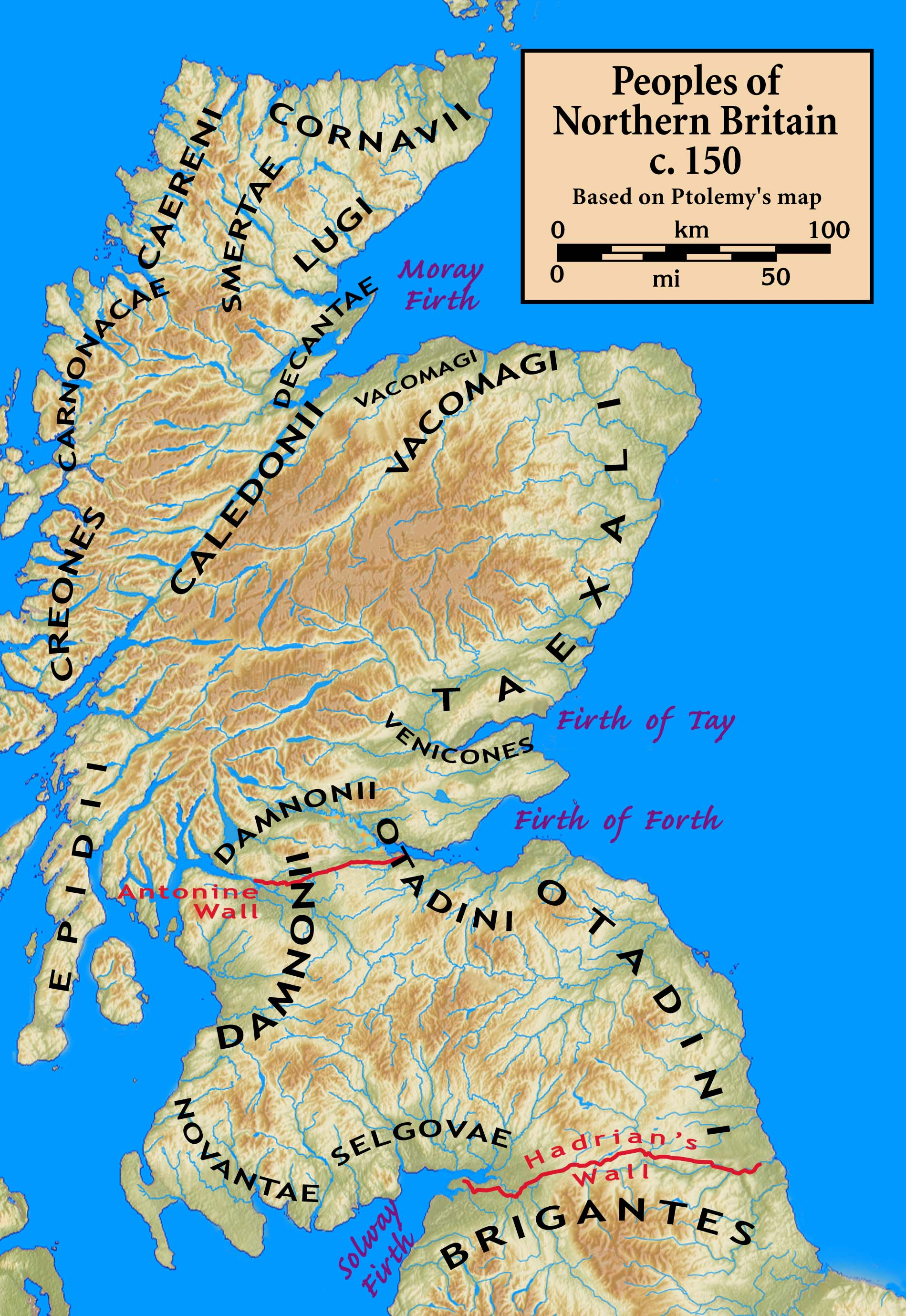
شعوب شمال بريطانيا القديمة

فاكوماغي هي قبيلة أو شعب من شعوب بريطانيا القديمة، و يوجد لهم في التاريخ ذكر واحد من قبل الجغرافي بطليموس . و بناءا على وصف بطليموس العام لهم و لجيرانهم . يعتقد ان مناطق سكناهم تطابق بشكل تقريبي، منطقة ستراثسبي، و الجزء العلوي من الساحل الشمالي لاسكتلندا. يقول بطليموس أن بلداتهم أو أماكنهم الرئيسية كانت تسمى باناتيا، و تاميا، و بيناتا كاسترا، و تيوسس .